# 옮겨 말하기

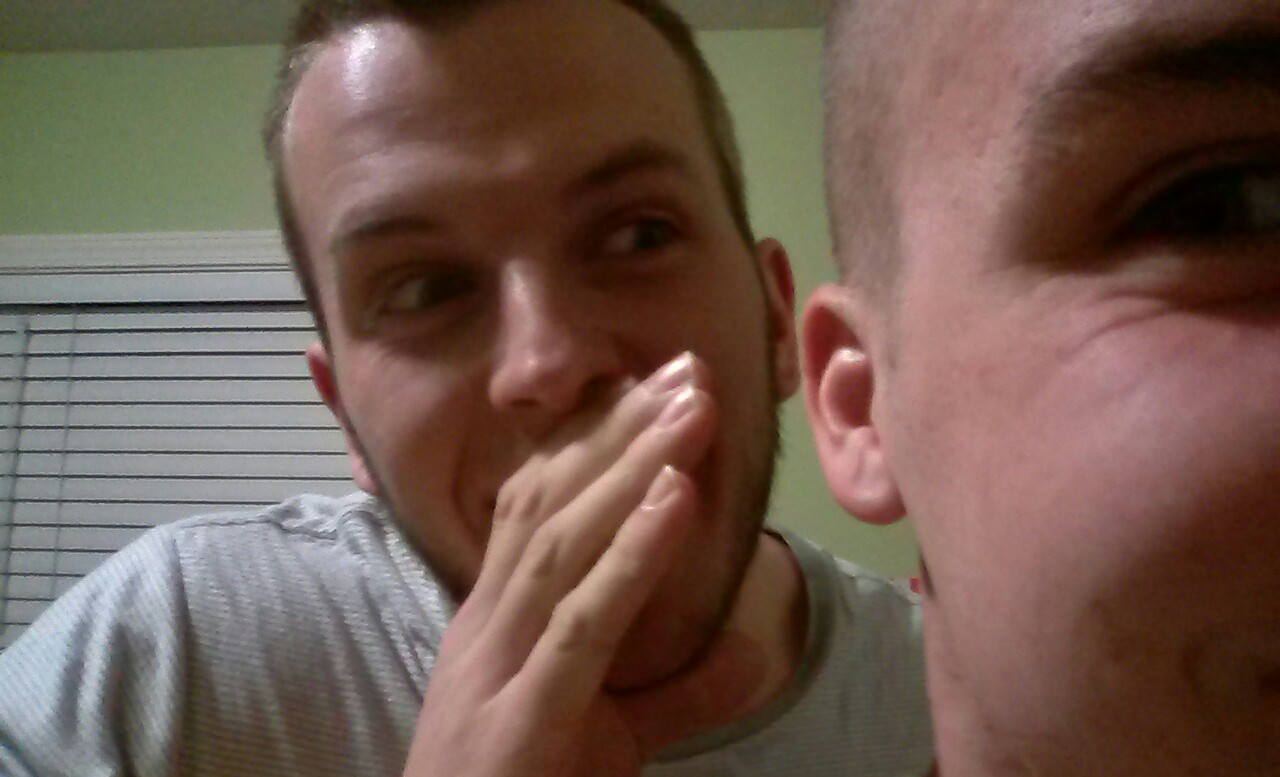

옮겨 말하기(Chinese whispers 프랑스어: Le téléphone arabe 일본어: 伝言ゲーム)란 국제적으로 유명한 어린이 놀이이자 말놀이의 일종으로, 첫 사람이 다음 사람에게 특정한 말이나 단어를 전하면 말을 전해 들은 사람이 다음 사람에게 다시 그 말을 전달하는 식으로 이어져 마지막에 전달받은 사람이 큰소리로 그 전 사람에게 들은 말을 말하는 놀이이다.
보통 첫사람이 말한 단어나 어구와 매우 달라져 있는 경우가 많다. 한국방송공사의 가족오락관이란 프로그램에서 선 보인바 있는 "고요속의 외침"이란 게임이 옮겨 말하기에 해당한다. 옮겨 말하기는 그 특성상 의미전달상의 와전이나 오류, 루머, 가십, 유언비어 등이 퍼지는 일련의 과정을 잘 보여준다. 옮겨 말하기에는 여러 가지 명칭들이 많은데 미국의 경우, 구어에서는 "Telephone"(전화기)가 가장 널리 쓰이는 이름이다. 영어표제인 중국인의 속삭임(Chinese whispers)은 유럽인들의 중국어에 대한 선입견(무슨 말인지 알아 들을 수 없다, 이해불능이다)을 반영한 단어로 미국에서는 일종의 경멸적 표현으로 받아들여질 수 있으며 영국에서 정착한 표현이다.

## 같이 보기
- 우아한 시체
- 몬더그린
- 눈덩이 효과